# Lomatium graveolens
Lomatium graveolens là một loài thực vật có hoa trong họ Hoa tán. Loài này được (S. Watson) Dorn & R.L. Hartm. mô tả khoa học đầu tiên năm 1988.